# Henriettea
Henriettea é um género botânico pertencente à família Melastomataceae.